# Pavillon La Vacherie
Le pavillon La Vacherie, ou maison du Passeur, est un monument historique situé à Moisson, dans le département français des Yvelines.

## Localisation
Il est situé en face du château de la Roche-Guyon.

## Historique
Les façades et toitures du pavillon faisant face au château de la Roche-Guyon sont inscrites au titre des monuments historiques en 1980.